# Perales de Tajuña
Perales de Tajuña est une commune de la communauté de Madrid, en Espagne.